# عاشور الأدهم
محمد عاشور السيد السيد الأدهم (11 يونيو 1985 - ) هو لاعب كرة قدم مصري يلعب حاليًا في صفوف نادي الاتحاد السكندري . يجيد اللعب في مركز وسط مدافع ومشهور بتسديداته القوية.
انضم الأدهم لصفوف نادي المصري خلال الموسم الكروي 2005-2006، قادمًا من صفوف ناشئي الأهلي، ليلعب للمصري خمسة مواسم متتالية حتى انتقل للزمالك موسم 2010-2011، ومنه إلى الجونة، قبل العودة للمصري مجددًا في صيف 2013.

## روابط خارجية
- عاشور الأدهم على موقع قاعدة بيانات كرة القدم.إي يو (الإنجليزية)